# Ram Narayan
Ram Narayan (tiếng Hindi: राम नारायण) (25 tháng 12 năm 1927 -9 tháng 11 năm 2024), thường được gọi bằng danh hiệu Pandit, là một nghệ sĩ Ấn Độ có công phổ biến nhạc cụ sarangi như một nhạc cụ chơi độc tấu của nhạc cổ điển Hindustan và là nghệ sĩ độc tấu sarangi đầu tiên đạt được thành công ở tầm cỡ quốc tế.
Narayan sinh tại Udaipur và học chơi sarangi từ khi còn rất nhỏ từ các nghệ sĩ chơi sarangi và các ca sĩ. Ở tuổi thiếu niên, ông bắt đầu đi du diễn đàn sarangi cũng như dạy chơi môn này. Đài All India Radio ở Lahore mời Narayan về đệm đàn cho các ca sĩ của họ vào năm 1944. Năm 1947 ông chuyển tới Delhi và sau đó là Mumbai vào năm 1949 để làm việc trong nền điện ảnh Ấn Độ.
Sau một thử nghiệm không thành công vào năm 1954, Narayan bắt đầu biểu diễn độc tấu đàn sarangi vào năm 1956, ông cho ra đời các đĩa nhạc độc tấu và lưu diễn ở Mỹ và châu Âu trong thập niên 1960. Cho tới thập niên 2000, ông còn dạy các học sinh người Ấn Độ và nước ngoài chơi đàn này. Năm 2005 ông được tặng thưởng phần thưởng cao quý thứ hai của Ấn Độ dành cho dân sự, danh hiệu Padma Vibhushan.